# Cave of Forgotten Dreams
Cave of Forgotten Dreams (conocida como La cueva de los sueños olvidados en España y La caverna de los sueños olvidados en Hispanoamérica) es un documental sobre las pinturas rupestres de la cueva de Chauvet, en el departamento de Ardèche (Francia). El documental fue escrito, dirigido y narrado por Werner Herzog en 2010, estrenándose en el Festival Internacional de Cine de Toronto de Canadá el 10 de septiembre de 2010.
Está rodado en 3D y tiene una duración de 90 minutos.
En México se estrenó el 5 de marzo de 2012 en el Distrito Federal con 8 copias y fue parte de la selección de la séptima edición de Ambulante gira de documentales (2012), dentro de su sección Ambulante 3D. En 2014 fue proyectada durante el Doc/Fest 2014 en la caverna de Peak, en Inglaterra.

## Sinopsis
Descubierta accidentalmente en 1994, la cueva de Chauvet conserva cientos de dibujos y pinturas datados hace más de 30 000 años. Un derrumbe de la entrada de la cueva permitió que éstos se conservasen inalterados. El equipo de Herzog consiguió un permiso especial para entrar a filmar las pinturas, que se muestran junto con comentarios y entrevistas a varios arqueólogos y personal relacionado con la cueva.